# Панеллюс
Пане́ллюс, также пане́ллус (лат. Panellus)  — род грибов из семейства Миценовые (Mycenaceae). Латинское Panellus означает «хлебец», «печенье», но в данном случае также, вероятно, связано с названием рода грибов Panus, буквально «хлеб».

## Описание
Шляпка 1—32 мм в диаметре, почковидной формы, с сухой или влажной, гладкой или ворсистой поверхностью, окрашенной в беловатые, зеленоватые, коричневатые или сиреневатые тона. Гименофор пластинчатый, у некоторых видов светящийся в темноте. Пластинки частые или довольно редкие, белого, охристого, оливкового, коричневатого или сиреневатого цвета.
Ножка присутствует не у всех видов, очень короткая, эксцентрическая, ворсистая, одного цвета со шляпкой.
Мякоть без особого запаха, с пресным или острым вкусом.
Споры 3—11×0,5—3,5 мкм, колбасовидной, продолговатой, эллиптической или цилиндрической формы, амилоидные. Базидии четырёхспоровые, булавовидной формы, неамилоидные, 11—28×2,5—6,3 мкм. Хейлоцистиды цилиндрической, булавовидной, веретеновидной или неправильной формы, тонкостенные. Плевроцистиды присутствуют не у всех видов. Пилеоцистиды имеются у большинства видов, тонко- или толстостенные.

## Экология
Представители рода — сапрофиты, вызывающие белую гниль. Произрастают обычно группами, иногда большими, реже одиночно.

## Систематика
Научное название рода образовано от названия другого рода — Panus Fr. (панус), из которого данный род был выделен.

### Синонимы
- Dictyopanus Pat. 1900
- Pleurotus sect. Scytinotus (P.Karst.) Pilát, 1935
- Sarcomyxa P.Karst., 1891
- Scytinotus P.Karst., 1879
- Urosporellina E.Horak, 1968

### Виды
Род Панеллюс включает около 55 видов.
- Panellus alutaceus Corner, 1986
- Panellus ambiguus Corner, 1986
- Panellus aureofactus E.Horak 1980
- Panellus bambusarum Corner, 1986
- Panellus bambusifavolus Corner, 1986
- Panellus belangeri (Mont.) Singer, 1973
- Panellus brunneomaculatus Corner, 1986
- Panellus crawfordii (G.Stev.) Segedin, P.K.Buchanan & J.P.Wilkie, 1995
- Panellus dichotomus Corner, 1986
- Panellus diversipes (Berk.) Pegler, 1965
- Panellus edulis Y.C.Dai, Niemelä & G.F.Qin, 2003
- Panellus exiguus Corner, 1986
- Panellus fuscatus Corner, 1986
- Panellus glutinosus Corner, 1986
- Panellus hispidifavolus Corner, 1986
- Panellus intermedius Corner, 1986
- Panellus ligulatus E.Horak, 1983
- Panellus luminescens (Corner) Corner, 1986
- Panellus magnus Corner, 1986
- Panellus megalosporus Corner, 1986
- Panellus melleo-ochraceus Malençon, 1975
- Panellus microsporus Corner, 1986
- Panellus mitis (Pers.) Singer, 1936 — Панеллюс нежный
- Panellus niger G.Stev., 1964
- Panellus parvulus Corner, 1986
- Panellus pauciporus Corner, 1986
- Panellus pendens Corner, 1986
- Panellus pusillus (Pers. ex Lév.) Burds. & O.K.Mill., 1975
- Panellus pyruliferus Corner, 1986
- Panellus ringens (Fr.) Romagn., 1945 — Панеллюс пастеобразный
- Panellus serotinus (Schrad.) Kühner, 1950 — Панеллюс поздний
- Panellus stipticus (Bull.) P.Karst., 1879 — Панеллюс вяжущий, или сычужный гриб
- Panellus sublamelliformis Corner, 1986
- Panellus sublevatus Corner, 1986
- Panellus violaceofulvus (Batsch) Singer, 1936 — Панеллюс почтифиолетовый